# Ломигора, Неджад
Неджад Ломигора (босн. Nedžad Lomigora; род. 27 августа 1971, Сараево) — боснийский саночник, участник Олимпийских игр 1994 года.

## Биография
На Олимпийских играх выступал в одиночном катании.